# Домузла
Домузла (укр. Домузла) — река в Приазовском районе Запорожской области. Впадает в Азовское море.

## Характеристика
Река расположена в юго-западной части Причерноморской низменности. Длина 23 км. Площадь водосборного бассейна — 568 км². Уклон 0,9 м/км. Главным притоком является Акчокрак.

## Населённые пункты
Берёт начало в балке Домузла у пгт Приазовское. Протекает через пгт Приазовское, сёла Гамовка, Белоречанское и Новоконстантиновка и впадает в Азовское море, образуя Тубальский лиман.